# 石野まゆみ
石野 まゆみ（いしの -　1965年7月3日 - ）は日本の銀行員である。数々のテレビのクイズ番組に出場、優勝していることから、「クイズ界の女王」と呼ばれている。

## 人物
1977年、小学6年生のとき、クイズ好きの母親と一緒に『クイズ・ドレミファドン!』に出場したことが、初めてのクイズ番組挑戦。翌年の1978年に『クイズタイムショック』中学生親子大会で｢トップ賞｣を獲得した。これが、クイズ番組初優勝とも言える。以後、クイズの面白さに取りつかれ、数々のクイズ番組に出演。通算15回の優勝を重ね、「クイズ界の女王」「東のクイズQueen（西のクイズQueen は奥畑薫）」などと呼ばれるようになった。
テレビだけではなく、地方のクイズ大会等にも参加していた。
あくまで番組上の演出として設定されたものだというが、銀行に就職後も毎朝出勤前に喫茶店で新聞4紙や雑誌を読んでいるとされている。
1972年に結成されたクイズサークル、ホノルルクラブ会員であり2023年に会長に就任した。
1991年時点では東京銀行勤務であり、2014年時点にはその後身である三菱UFJ銀行の市場事務部に勤務していた。

## 出演番組

### 参加クイズ番組
※判明分のみ記載。
- クイズ・ドレミファドン!（フジテレビ）1977年6月
- クイズタイムショック（テレビ朝日）1978年9月20日、「中学生親子大会」優勝
- アップダウンクイズ（毎日放送）1980年、「中学生大会」（シルエットゲストは岩崎良美）優勝
- アップダウンクイズ（毎日放送）1985年1月、3週連続10問正解[8]（ハワイ1人・ハワイペア・アメリカ西海岸ペア獲得）
- 100万円クイズハンター （テレビ朝日）1987年、優勝
- 史上最強のクイズ王決定戦（TBSテレビ）1993年
- パネルクイズ アタック25（ABCテレビ）1996年12月、「チャンピオン大会」優勝
- 20世紀クイズ王決定戦（TBSテレビ、『テレビのちから』の一企画）1998年12月31日、優勝
- タイムショック21（テレビ朝日）2002年2月25日、団体戦にホノルルクラブのキャプテンとして出演、優勝[9]
- タイムショック21（テレビ朝日）2002年6月10日（パーフェクト達成）、17日（番組最終回、優勝）[6]
- パネルクイズ アタック25（ABCテレビ）2004年4月4日、「30周年記念大会 東日本編」東京代表として予選勝ちぬき、本選出場
- iQバトル! 20世紀（フジテレビ721）優勝
- クイズ王最強決定戦〜THE OPEN〜（フジテレビ721）2005年10月、2006年10月、2007年5月、いずれも招待選手として
- 連続クイズ ホールドオン!（NHK総合）2011年8月19日
- 頭脳の祭典!クイズ最強王者決定戦!!〜ワールド・クイズ・クラシック〜（TBSテレビ）2011年11月23日、準優勝
- 超クイズサバイバー（テレビ朝日）2017年12月31日　クイズ王チームの一員
- パネルクイズ アタック25（ABCテレビ）2021年9月26日、「史上最強のチャンピオン決定戦！」東日本ブロック代表6名のうちの1人として

### その他
- ハイライト科学万博（NHK総合）1985年3月-9月、つくば科学万博の魅力を伝える情報番組にキャスターとして準レギュラー出演。
- オールスター激突クイズ 当たってくだけろ!（TBSテレビ）1991-1993年、「クイズ王」としてレギュラー出演。
- AJINOMOTO 6 P.M.（J-WAVE）2002年8月31日、リスナーが出題するクイズに回答するという企画で、クイズ王として出演[6]。
- 50時間テレビ 超大ヒット人気番組ぜ〜んぶ見せます!スペシャル（テレビ朝日）2009年2月8日、VTRのみ、『クイズタイムショック』「中学生親子大会」時のVTRと『タイムショック21』ホノルルクラブでの出場時の写真を公開。